# Natalie Nessler
Natalie Nessler (* 8. Juni 1976 in Bensheim) ist eine deutsche Curlerin.
Ihr internationales Debüt hatte Nessler im Jahr 1994 bei der Curling-Europameisterschaft in Sundsvall, die sie mit der Silbermedaille verließ. Ein Jahr später bei der EM 1995 wurde sie erstmals Europameisterin. Bei der EM 1998 konnte sie den Titel der Europameisterin erneut gewinnen. 
Nessler vertrat Deutschland bei den Olympischen Winterspielen 1998 in Nagano, hier kam die Mannschaft auf den achten Platz, und bei den Olympischen Winterspielen 2002 in Salt Lake City, wo die Mannschaft auf dem fünften Platz das Turnier abschloss.

## Erfolge
- Europameisterin 1995 und 1998
- 2. Platz Europameisterschaft 1994
- 3. Platz Europameisterschaft 1996, 1997